# Limonium catalaunicum
Limonium catalaunicum är en triftväxtart som först beskrevs av Heinrich Moritz Willkomm och Costa, och fick sitt nu gällande namn av Sandro Alessandro Pignatti. Limonium catalaunicum ingår i släktet rispar, och familjen triftväxter. Inga underarter finns listade i Catalogue of Life.